# Parasomnia
La parasomnia es un trastorno de la conducta durante el sueño asociado con episodios breves o parciales de despertar, sin que se produzca una interrupción importante del sueño ni una alteración del nivel de vigilia diurno.

## Descripción
Son una categoría de trastornos del sueño que implican movimientos anormales y antinaturales,  comportamientos, emociones, percepciones y sueños que se producen mientras se queda dormido, durante  las fases del sueño, o durante la privación del sueño. La mayoría de parasomnias son estados  del sueño disociados que presentan despertares parciales durante la transición entre la vigilia y el sueño NMOR o la vigilia y el sueño MOR.
El síntoma de presentación suele estar relacionado con la conducta en sí misma. Son más frecuentes en niños, aunque pueden persistir hasta la edad adulta, en la que tienen un mayor significado patológico.
Dentro de las parasomnias más comunes están:
- Sonambulismo
- Terror nocturno
- Bruxismo nocturno
- Enuresis nocturna

Existen otras entidades clínicas que satisfacen los criterios de definición de una parasomnia en el sentido que aparecen selectivamente durante el sueño y causan un cierto grado de interrupción del mismo. Entre ellas se incluyen jactatio capitis nocturna (hábito de golpearse la cabeza durante el sueño), el hábito de hablar durante el sueño, las pesadillas y los calambres nocturnos de las piernas.

## Parasomnias NREM
Las parasomnias NREM son trastornos de la excitación que se producen durante la fase 3 (o 4 por el  normalización R y K) del sueño No REM, también conocido como sueño de ondas lentas (SWS). Son causadas por una activación fisiológica en la que el cerebro del paciente sale del SWS y está atrapado en medio del sueño y el estado de vigilia. En particular, estos trastornos implican la activación del sistema nervioso autónomo, sistema motor, o procesos cognitivos durante el sueño o las transiciones sueño-vigilia.
Algunos parasomnias NREM son comunes durante la infancia, pero disminuyen en frecuencia con la edad (sonambulismo, terrores nocturnos, y el despertar confusional). Se pueden activar en algunas personas por el alcohol, privación del sueño, la actividad física, el estrés emocional, la depresión, medicamentos, o una enfermedad febril. Estos trastornos de la excitación puede variar desde despertar confuso, sonambulismo,  a terrores nocturnos. Otros trastornos específicos incluyen el síndrome de alimentación nocturna, sexo del sueño,  trastornos del movimiento rítmico, síndrome de piernas inquietas, y somniloquia.

### Despertar confuso
Con una prevalencia del 4%, el despertar confuso no se observa con demasiada frecuencia en los adultos, sin embargo, es común en los niños. Son comunes las pataletas ocasionales o el llanto inconsolable en los niños, que son caracterizados por movimientos en la cama.

### Sonambulismo
El  sonambulismo tiene una prevalencia de 17,1% en la infancia, con  incidencias más frecuentes en torno a la edad de once-doce. Cerca del 4% de los adultos experimentan sonambulismo.

### Terrores del sueño
Los  terrores del sueño son el trastorno de la excitación más dramáticos ya que puede implicar fuertes gritos y  pánico, y en casos extremos, puede resultar en daño corporal o daños a la propiedad por roturas de mobiliario. Por desgracia, todos los intentos de  consolar al individuo son inútiles y pueden prolongar o intensificar estado de confusión de la víctima. Por lo general, la víctima experimenta amnesia después de los hechos pero no puede ser completa amnesia. Hasta el 3% de los adultos sufren de  terrores del sueño, y  el comportamiento exhibido de esta parasomnia puede  variar de leve a extremadamente violento. Por lo general ocurren en las etapas 3 y 4 del sueño.

### Síndrome de piernas inquietas y movimientos periódicos de los miembros
Ambas condiciones (RLS y PLM) se clasifican como disomnias según el DSM-IV. Son consideradas trastornos de movimiento en el sueño. Eran clasificadas como parasomnias en la primera clasificación de trastornos del sueño (ICSD).

## Parasomnias REM

### Trastorno de comportamiento del sueño REM
El trastorno de comportamiento del sueño REM (DCR) es la parasomnia REM del sueño más común en las que la atonía de los músculos está ausente. Esto permite que el individuo actúe de sus sueños y puede resultar en repetidas lesiones —contusiones, laceraciones y fracturas— a sí mismos o a otros. Los pacientes pueden tomar medidas de autoprotección como atarse a sí mismos a la cama, con almohada barricadas o dormir en una habitación vacía en un colchón.
Demográficamente, el 90% de los pacientes de RBD son hombres, y la mayoría son mayores de 50 años de edad.
Las características clínicas típicas del trastorno conductual del sueño REM son:
- Predilección de género masculino.
- La edad media de inicio 50 a 65 años (rango 20-80 años).
- Vocalización, gritando, jurando lo que puede estar asociado con los sueños.
- Actividad motora, simple o compleja, que puede resultar en lesiones a la cama del paciente o la pareja.
- Aparición por lo general en la segunda mitad del período de sueño (sueño REM).
- Puede estar asociada con enfermedades neurodegenerativas.[6]

La DCR aguda se produce principalmente como resultado de un efecto secundario de ciertos fármacos —por lo general antidepresivos—.
La DCR crónica es idiopática o asociadas con trastornos neurológicos. Existe una asociación cada vez mayor de RBD  crónica  con trastornos neurodegenerativos —enfermedad de Parkinson, atrofia multisistémica (MSA) o demencia— como un indicador temprano de estas enfermedades hasta en 10 años.
Los pacientes con  narcolepsia también son más propensos a desarrollar DCR.

### Catatrenia
La catatrenia, una parasomnia del sueño de movimiento rápido del ojo que consiste en contener la respiración y  gemidos espiratorios durante el sueño, es diferente de los somniloquia y apnea obstructiva del sueño. El sonido se produce durante la exhalación, en comparación con los ronquidos que se produce durante la aspiración. Por lo general, no se nota por la persona que produce el sonido, pero puede ser muy molesto para los compañeros de sueño, aunque una vez conscientes de ello, las víctimas tienden a ser despertados por el gemido propio  también. Los compañeros de cama le informan de lo sucedido a la persona que inspira profundamente, mantiene, luego exhala lentamente, a menudo con un chillido, gemido o sonido agudo.